# Корост
Ко́рост (до 1753 р. — Кураш) — село в Україні, у Сарненській міській громаді Сарненського району Рівненської області. До 2020 - центр Коростської сільської ради. Розташоване на лівому березі р. Горинь, за 30 км від міста Сарни та за 25 км від залізничної станції Антонівка. Населення становить 2232 осіб (на 2024 рік).

## Назва
Колишня назва села Корост — Кураш. Перша письмова згадка про поселення зафіксована 1520 р. в дарчій польського короля Сигізмунда.
У 1753 р. назву Кураш було перейменовано на село Корост (раніше Корость або Коростятин).
Існує декілька версій походження назви села Корост. За однією з версій, його назвали на честь князя Коростового, який зібрав військо і визволив поселення з-під монголо-татарської навали. За іншою — назва пішла від козака Короста, який першим поставивив хату у новому поселенні. Як розповідає легенда, коли на поселення напали татари, то люди втікали в густі хащі і непрохідні болота, проклинаючи своїх ворогів: «А щоб на вас короста напала!». На той час це була страшна хвороба, адже колись короста не виліковувалася. Звідси і сучасна назва села.
Назви місцевостей села здебільшого походять від прізвиськ тих хазяїв, що володіли цими землями: Довгишова лука, Жидовська лука, Деркачова лука. Місце Кузнеця отримало назву від кузні, що стояла на тому місці. Озера теж мали назви: Лодища, Чирцове кубло, Круговина, Старуха.

## Герб
Затверджений 13 січня 2012р. рiшенням №203 сесії сільської ради.
Щит понижено скошений зліва лазуровим та зеленим. У першій частині летить срібний лелека з розпростертими крилами, з чорними очима і кінчиками крил і червоними дзьобом і лапами. У другій частині три золоті колоски, покладені віялоподібно в перев'яз зліва.

## Географія
Територія села складається з 486 дворів і нараховує 2 120 жителів. Площа населеного пункту становить 160,9 га.
Основною структурно-планувальною одиницею населеного пункту є квартали з одно та двосторонньою забудовою. Село забудовано компактно одноповерховими будинками. Функціональним призначенням територія села поділяється на виробничу та житлову.

### Розташування
Село Корост є адміністративно-територіальним центром Коростської сільської ради і знаходиться на відстані 30 км від районного центру м. Сарни та 100 км від обласного центру м. Рівне. Найближча залізнична станція с. Антонівка знаходиться на відстані 25 км.

### Клімат
Клімат території помірно континентальний з м'якою зимою та досить теплим, з достатньою кількістю опадів, літом. Однак останні зими дещо морозні, а літо посушливе.
В цілому клімат території можна вважати комфортним для життя та сприятливим для господарської діяльності, у першу чергу для розвитку сільського господарства.

### Природні ресурси
В околицях населеного пункту є корисні копалини осадового походження: крейда, пісок, а також поклади торфу, який в недалекому минулому використовувався як для місцевих потреб так і для збагачення сільськогосподарських угідь.
Водні ресурси представлені річками Горинь, Мельниця з мережею меліоративних каналів та ставків антропогенного походження.

### Рельєф та ґрунти
Територія населеного пункту розміщується в межах основної тектонічної структури Рівненщини — Волино-Подільської плити, зокрема Рівненське Полісся. Рельєф території рівнинний. Середня висота над рівнем моря — 153 м.
Ґрунтові води залягають на глибині більше 3 метрів. Ґрунтоутворюючими породами в населеному пункті є піщані та супіщані ґрунти.
Територія села безпечна щодо затоплення повеневими водами. Небезпечні геологічні процеси відсутні. Основу ґрунтового покриву складають сірі опідзолені та темно-сірі опідзолені ґрунти.

## Археологія
Біля села стоянка середньокам'яної доби нобельської групи свідерської культури, що за матеріальною культури тотожня епонімній стоянці Нобель-!. Особистість — дві сокири.

## Історія
Село утворилось за часів Київської Русі, про що свідчить курганний могильник, розташований неподалік села. Селяни брали участь у Визвольній війні під проводом Богдана Хмельницького. Коли ж розпочалась війна між Росією та Швецією, війська Петра Першого проходили й через Корост, жителі якого надали воякам відчутну допомогу.
Упродовж XVI—XVIII ст. село належало князям Острозьким і відносилося до території Речі Посполитої.
У 1768 р. в лісах за Горинню з'явилися гайдамацькі загони. Село стали називати Гайдамачка. Гайдамаки нападали на панські фільварки, роздавали біднякам худобу, хліб. Польський королівський уряд відрядив проти гайдамаків, що мали тісний зв'язок із загонами Гонти та Залізняка, кілька полків кінноти та артилерії. Вирішальний бій між повстанцями і регулярними частинами панських рейтерів стався поблизу села. Сили були не рівні. Майже всі народні повстанці полягли в бою.
З 1793 р. Корост перебував у складі Російської імперії.
У зв'язку з селянською реформою у 1861 році селянам дали землю, однак обробляти не було чим, у переважної більшості селян не було коней. Наділи їх були мізерні і земля дісталась їм найгірша. Пани змушували селян продавати їм продукцію, вирощену власноруч за дуже низькими цінами. Тоді, не бажаючи укладати угоду з економією, селяни, всі як один, відмовилися ставити підписи під документами. Не допомогли умовляння й попа, підісланого поміщиками, бо «пани підкупили асесорів та батюшку». Коли селян почали заманювати у церкву, щоб там вони, врешті-решт, підписалися, відповідь була одностайною: «Ми скоріше підемо у свинець ніж у церкву».
Тоді на впокорення були послані козацькі підрозділи. Селяни зазнали масових тілесних покарань. Щоб придушити найменші вияви невдоволення, у селі було введено військовий постій — по два козаки з кіньми на кожен двір. Знущанням не було меж — у селян відбирали геть усе: хліб, сало, борошно, крупу, сіно, овес, свиней, курей, овець, корів…
Внаслідок такої болючої «операції» вигони, випаси, та водопої відійшли до поміщиків. Їхні землі клином врізалися в селянські наділи. проте корощани не обминали першої-ліпшої нагоди відплатити гнобителям: рік у рік частішали випадки потрав, заорювання поміщицької землі, порубки лісу тощо Пани, у свою чергу, вдавалися до провокацій, підкупу й судового переслідування.
У квітні 1901 року, зібравши на дорогу 100 карбованців, селяни спорядили Антона Чижа у Петербург — «шукати правди». Хоча він там нічого й не добився, місцева влада не йшла на поступки, та все ж справа набрала небажаного розголосу. Антона Чижа, як головного бунтівника, забили до напівсмерті. Село завирувало. Коли із Степаня прибула група чиновників на чолі з мировим посередником, у селі розгорілась колотнеча, у якій брало участь понад 800 чоловік.
Крик, лемент, ґвалт сотень людей, іржання наполоханих коней, ревіння й мукання корів зависли у повітрі. Дрючки, жердя, кілки, штахети, груддя землі летіли градом. На дорозі валялися шапки й шинелі урядників, зірвані значки десятських і сотських, які повтікали у двір місцевих багатіїв М. та І. Вощинів, де заховалися у льоху та на горищі. Натовп напирав на будинок. Селяни рознесли огорожу, повибивали вікна, лізли на дах, що прогинався й тріщав. Закривавлені, з розбитими головами Кіндрат Телетьон і Хома Бережний закликали спалити негідників.
Мировому посереднику якимось чином таки вдалося дременути у Степань, щоб викликати підмогу. Заворушення селян Коросту було жорстоко придушена.
З кінця 1917 року Корост знаходився в Рівненському повіті Волинської губернії. Влада була надана Радам селянських депутатів, яка закріпила свою владу над всіма селянами Рівненщини. Проте ця влада протрималась не довго. В 1919 р. село загарбали поляки. Всіх селян, котрі брали участь в органах радянської влади розстріляли, а найкращі землі віддали польським осадникам.
У 1919 році з Степаня прийшли більшовики, а поляки втекли на гору в Кричильськ, звідти почали стріляти і підпалили село. Півсела згоріло до тла.
Після пожежі в 1919 році люди перебрались жити на Борки, де утворився невеликий хутір. Неподалік села знаходився Татарський брід — це дорога в ліс, якою люди тікали від татар.
Після звільнення силами Червоної армії Коросту від поляків у 1939 році, село набуло нового вигляду: була відкрита українська школа, хата-читальня, якою тоді завідував перший комсомолець Павло Кулінка. У квітні 1941 року був створений й колгосп, до якого ввійшло близько 40 одноосібних господарств. Головою колгоспу був обраний Титечко Антон Никонович.
У червні 1941 року село окупували німці.
14 січня 1944 р. село Корост було звільнено від німецької окупації.
У німецько-радянській війні 109 жителів села були викликані на фронт, із них 53 полягли на полі бою. Ті ж, хто залишився в живих, почали відновлювати село. У 1957-ому відчинив двері новий Будинок культури, запрацювали ФАП, торговельні заклади.
У 1946 р. в селі Корост було відновлено колгосп, головою якого було обрано Чижа Миколу Савича. Колгосп ім. Шевченка був високо розвинутим господарством. Господарство обробляло 4239 га землі, у тому числі 1304 га орної. Вирощували льон, було розвинуте м'ясо-молочне тваринництво. Колгосп неодноразово нагороджувався урядовими нагородами.
Жителі села були учасниками війни в Афганістані: Іван Мельник, Василь Мельник, Віталій Коротчук, Степан Бережний, Олександр Бережний, Віктор Титечко, Григорій Дубінець. Григорій Пілат, загинув при виконанні свого військового обов'язку. Односельці свято бережуть пам'ять про нього, на його честь названо вулицю.
Відповідно до Розпорядження Кабінету Міністрів України від 12 червня 2020 року № 722-р «Про визначення адміністративних центрів та затвердження територій територіальних громад Рівненської області» увійшло до складу Сарненської міської громади.

### Діяльність повстанських загонів в період Другої світової війни
Осередок Організації українських націоналістів (ОУН), яка в умовах польського панування боролася за відновлення української державності, створений в селі Корост у 1936 році. Засновниками осередку були: Микола Прокопович Кулінка (Прокопець), 1902 р.н., Пимон Кузьмич Рудика (Оксютка) 1915 р.н., Левко Гнатович Дубинець (Пилипець) 1915 р.н., Чиж Тимофій Денисович (Капітончик) 1915 р.н. Члени осередку ОУН налагодили зв'язки зі Львовом, звідки отримували різну українську літературу, газети та журнали. В одній із хат членів осередку проводилися таємні зустрічі, куди запрошували молодь і читали твори Т. Г. Шевченка, І. Я. Франка, Л. Українки, дізнавалися останні новини. Завдяки діяльності цих людей, уже на вересень 1939 року осередок нараховував до тридцяти членів ОУН. Усі вони в майбутньому стали кістяком УПА.
Після окупації радянськими військами у вересні 1939 року усі члени ОУН пішли на нелегальне становище, але діяльності своєї не припиняли. У червні 1941 року село окупували німці. Члени ОУН вийшли з підпілля і розпочали легальну діяльність. Почалася підготовка до створення УПА. На 14 жовтня 1942 року в селі вже нараховувалося 74 члени ОУН-УПА, з них семеро — дівчата. Найстарішому з постанців на той час виповнилося 40 років, наймолодшому — 16.
ОУН-івці призначили своєрідну повстанську сільську адміністрацію, коменданта, що відповідав за громадський устрій та порядок в селі. Відкрили школу, бібліотеку, створили драматичний гурток, у церкву завезли дзвони, де почав проводити службу священик, який поселився в селі з сім'єю на постійне проживання.
У січні 1944 року в село знову повернулася більшовицька влада. Потерпаючи від переслідувань КДБ, повстанці знову змушені були йти у глибоке підпілля.
Уже взимку 1944 року розпочалася масова депортація сімей членів ОУН-УПА в Комі, Іркутську область, Красноярський край. Тільки за зиму 1944 р. та першу половину 1945-го було депортовано 27 сімей — 137 осіб.
Із 74-х членів ОУН-УПА села Корост 33 загинули в боях з нацистами та каральними загонами НКВС. Троє було привселюдно повішені в м. Рівне. Це Антон Кулінка, Антон Семенюк, Іван Ярошик. П'ятеро повстанців пропали безвісти. 29 засуджено на тривалі терміни каторги, з них дев'ятеро померли в таборах та тюремних катівнях і лише дванадцятеро вийшли на волю.

## Археологічні пам'ятки
За 2 км на схід від Коросту, на дюні, археологами встановлено поселення комарівської культури (XV—XII століття до н. е.), виявлене в 1975 році. У насипах курганів зустрічались крем'яні вироби, у тому числі вістря на спис.
Біля мосту по дорозі до с. Кричильськ знаходяться рештки поселення гребінцево-накольчастої кераміки, які були знайдені у 1929 році. На цьому ж місці розміщується давній курганний могильник. У курганах знаходять кам'яні знаряддя.

## Населення
За даними перепису населення 2001 року в селі проживали 2232 осіб. За даними Коростської сільської ради станом на 01.12.2012 р. населення складало 2184 осіб.
| Чоловіки | Чоловіки | Чоловіки | Чоловіки | Чоловіки | Жінки | Жінки | Жінки | Жінки | Жінки  |
| 0-17     | 18-39    | 40-59    | 60+      | Усього   | 0-17  | 18-39 | 40-59 | 60+   | Усього |
| -------- | -------- | -------- | -------- | -------- | ----- | ----- | ----- | ----- | ------ |
| 391      | 402      | 224      | 82       | 1099     | 329   | 356   | 224   | 176   | 1085   |

### Зайнятість
| Усього населення | Працездатне населення | Працездатне населення | Працездатне населення | Працездатне населення | Працездатне населення | Працездатне населення | Непрацездатне населення | Непрацездатне населення | Непрацездатне населення | Непрацездатне населення | Непрацездатне населення | Непрацездатне населення |
| Усього населення | Чоловіки              | Чоловіки              | Жінки                 | Жінки                 | Разом                 | Разом                 | Чоловіки                | Чоловіки                | Жінки                   | Жінки                   | Разом                   | Разом                   |
| Усього населення | Ч.                    | %                     | Ч.                    | %                     | Ч.                    | %                     | Ч.                      | %                       | Ч.                      | %                       | Ч.                      | %                       |
| ---------------- | --------------------- | --------------------- | --------------------- | --------------------- | --------------------- | --------------------- | ----------------------- | ----------------------- | ----------------------- | ----------------------- | ----------------------- | ----------------------- |
| 2184             | 628                   | 29                    | 578                   | 26                    | 1206                  | 55                    | 473                     | 21                      | 505                     | 23                      | 978                     | 44                      |

| Усього населення | Зайняті  | Зайняті  | Зайняті | Зайняті | Зайняті | Зайняті | Безробітні | Безробітні | Безробітні | Безробітні | Безробітні | Безробітні |
| Усього населення | Чоловіки | Чоловіки | Жінки   | Жінки   | Разом   | Разом   | Чоловіки   | Чоловіки   | Жінки      | Жінки      | Разом      | Разом      |
| Усього населення | ч.       | %        | ч.      | %       | ч.      | %       | ч.         | %          | ч.         | %          | ч.         | %          |
| ---------------- | -------- | -------- | ------- | ------- | ------- | ------- | ---------- | ---------- | ---------- | ---------- | ---------- | ---------- |
| 2184             | 210      | 10       | 195     | 9       | 405     | 19      | 893        | 40         | 886        | 41         | 1779       | 81         |

### Мова
Розподіл населення за рідною мовою за даними перепису 2001 року:
| Мова       | Відсоток |
| ---------- | -------- |
| українська | 99,28 %  |
| російська  | 0,49 %   |
| молдовська | 0,09 %   |
| угорська   | 0,09 %   |
| циганська  | 0,04 %   |

## Освіта
Історія навчальних закладів с. Корост сягає в далеку давнину. В 1860 році при царській владі в с. Корост було відкрите однокласне церковно-приходське училище, у якій навчалось 30 учнів. Проте цей заклад проіснував не довго і у 1879 році, за розпорядженням мирового посередника, був закритий за браком коштів. Причиною рішення стала необхідність підтримання фінансування школи в сусідньому смт Степань.
У 1912 році за кошти земства в Коросту було відкрито однокласне училище. Його утримання, окрім самого земства, частково оплачувала держава. Напередодні Першої світової війни тут навчалося 50 учнів (42 хлопці і 8 дівчат) і працювали один учитель і один законоучитель. Після закінчення 4-го класу земського училища учні отримували можливість продовжити навчання в Степанському двохкласному училищі, перейшовши в 5-й клас.
У жовтні 1914 року почала працювати початкова школа. Першим вчителем у цій школі став Володимир Старицький.
В роки панування буржуазно-поміщицької Польщі були закриті майже всі українські школи, а вчителі-українці були звільнені з роботи.
В селі Корост існувала польсько-українська школа 4-х класна. В першому і другому класах навчалися учні один рік, у третьому −2 роки, в 4 класі — 3 роки. Всього в школі було 160 учнів. В кожному класі навчалося 40 учнів.
При радянській владі (1939 р.) в с. Корост була відкрита школа, у якій навчалося 100 дітей.
Після звільнення Рівненщини від німецьких загарбників в 1944 р. в с. Корост знову почала працювати школа. Директором школи працював Смоляр Василь Іванович.
У 1952—1956 рр. очолювали педагогічні колективи Киржмеєр Микола Федорович і Кузьмич Степан Якович.
1958—1966 рр. — Карлюк Дмитро Онуфрійович очолив восьмирічну школу.
1967—1969 рр. — директором школи працював Лесик Кіндрат Петрович.
Майже всі вчителі були вихідцями зі східних областей України.
В листопаді 2011 року відкрито дошкільний навчальний заклад «Сонечко» який відвідують 91 дитина. У дитсадку працевлаштовано 31 працівник.

### Коростська ЗОШ І-ІІІ ступенів

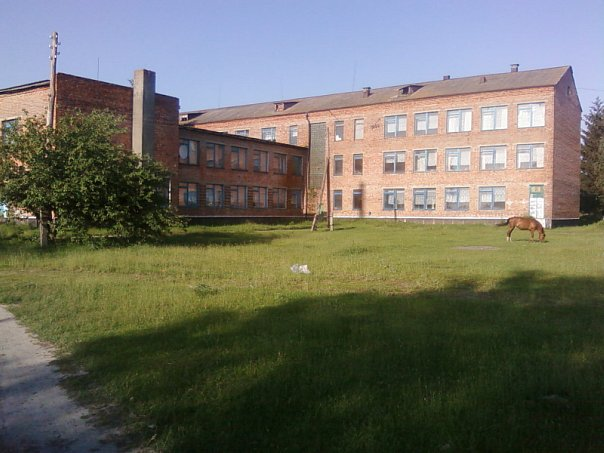
Коростська ЗОШ І-ІІІ ступенів

З 1974 р. в селі почала працювати середня школа. Педагогічний колектив очолив Галан Володимир Тимофійович.
З 1979 р. по 2005 р. педагогічний колектив очолював Михайлов Олександр Вікторович.
З листопада 2005 року очолює вчитель-методист Михайлова Віра Петрівна.
В Коростській ЗОШ І-ІІІ ступенів проводиться навчання за філологічним та спортивним профілями. У 2013—2014 навчальному році у школі навчається 452 учнів, яких навчають 43 вчителів. Із них 40 мають вищу освіту, 3 — середню спеціальну, дев'ятьом вчителям присвоєно вищу категорію, вісім мають звання «Старший вчитель», 19 вчителі — першу категорію. До педагогічного колективу школи входять вчителі, які відомі своєю письменницькою діяльністю: Кика Михайло Михайлович — лауреат Всеукраїнського фестивалю гумористів, член Національної спілки журналістів України; Василь Титечко — автор двадцяти чотирьох поетичних та прозових книг, член Національної спілки письменників України, член Національної спілки журналістів України, лауреат літературної премії в галузі дитячої літератури ім. Леоніда Куліша-Зіньківа.
В школі обладнано 23 навчальних кабінети. Позакласна робота включає в себе 24 гуртків.
З 2000 року в школі працює фольклорно-етнографічний колектив «Мазурки» — дипломант Міжнародних фестивалів «Древлянські джерела», «Котилася торба», який очолює Банацька Наталія Тарасівна.
У ЗОШ І-ІІІ ступенів діє шкільне самоврядування. Створена республіка ТЕМП. Головною метою якої є розвиток духовності, активності учнів, виховання в них почуття власної гідності, надання можливості проявити себе у громадській роботі.
У школі створений орган Рада Міністрів, у яку входять представники з центрів навчання і творчості, культури і відпочинку, спорту і туризму, преси та інформації, роботи з молодшими школярами, дисципліни і порядку; створена група «Сокіл», члени якої чергують на дискотеках, слідкують за дотриманнями учнями «Правил для учнів».
Шкільна команда бере участь у змаганнях на кубок району, області з футболу, волейболу і протягом багатьох років займає призові місця. Учні школи є активними учасниками районних та обласних конкурсів. Іван Комар, Наталія Комар неодноразово займали призові місця в конкурсі естрадної та авторської пісні «Юна зірка».
У 2007 році у школі проведено газифікацію.
В грудні 2009 р., у рамках проекту «Рівний доступ до якісної освіти», отримано шкільний автобус.
В 2012 році була здійснена заміна 39 вікон на енергозберігаючі. В 2013 році замінено ще 32 вікна. Облаштовано гараж для шкільного автобуса, встановлено європаркан.

## Публічно-шкільна бібліотека
На початку 1940 р. в селі було відкрито хату-читальню. Завідував нею перший в селі комсомолець Кулінка Павло Сергійович. На той час в хаті-читальні налічувалося 25 книг. З початком німецько-радянської війни робота читальні була зупинена. Після війни в 1945 році було знову відновлено роботу хати-читальні. Це було невеличке приміщення на одну кімнату. Книжковий фонд читальні становив 250 книг.
Вже в 1976 р. книжковий фонд бібліотеки становив 11200. Збільшився і штат бібліотеки.
В листопаді 2002 р. пройшло об'єднання бібліотек, шкільної і публічної в єдину публічно-шкільну бібліотеку.
Книжковий фонд бібліотеки становить 19950 книг, бібліотека обслуговує 1020 читачів.

## Відомі люди
- Босий Петро Вікторович (1991—2023) — молодший сержант Збройних сил України, учасник російсько-української війни.
- Марко Конько — заслужений лікар України
- В. Головацький — заслужений зоотехнік України

### Проживали
- Сергій Каменчук — заслужений агроном України